# Rustiques
Pour les articles homonymes, voir Rustiques (homonymie).
Rustiques  est une commune française, située dans le nord du département de l'Aude en région Occitanie.
Sur le plan historique et culturel, la commune fait partie du Minervois, un pays de basses collines qui s'étend du Cabardès, à l'ouest, au Biterrois à l'est, et de la Montagne Noire, au nord, jusqu'au fleuve Aude au sud. Exposée à un climat méditerranéen, elle est drainée par le ruisseau de Canet et par deux autres cours d'eau. La commune possède un patrimoine naturel remarquable composé d'une zone naturelle d'intérêt écologique, faunistique et floristique.
Rustiques est une commune rurale qui compte 515 habitants en 2022, après avoir connu une forte hausse de la population depuis 1975. Elle fait partie de l'aire d'attraction de Carcassonne. Ses habitants sont appelés les Rustiquois ou  Rustiquoises.

## Géographie
La commune est située dans l'aire urbaine de Carcassonne.se trouve à 10 km à l'est de Carcassonne, ville classée par deux fois au patrimoine mondial de l’UNESCO pour la Cité Médiévale et le canal du Midi.
La commune de Trèbes (6 000 habitants) se trouve à peine à 1,5 km. Cette ville dispose de tous les commerces de proximité (grandes surfaces, commerces, pôles médicaux, pharmacie, collège d’enseignement secondaire).
Limites :
-au nord : Laure- Minervois
-à l'est : Badens
-au sud et à l'ouest : Trèbes
La commune est traversée par la départementale 206.
Superficie : 657 hectares.
Altitude moyenne : 120 m avec le point culminant à 160 m.

### Communes limitrophes
|        | Laure-Minervois |        |
|        | Rustiques       | Badens |
| Trèbes |                 |        |

### Hydrographie
La commune est dans la région hydrographique « Côtiers méditerranéens », au sein du bassin hydrographique Rhône-Méditerranée-Corse. Elle est drainée par le ruisseau de Canet, le ruisseau de Mayral et le ruisseau des Pontils, qui constituent un réseau hydrographique de 7 km de longueur totale,.
Le ruisseau de Canet, d'une longueur totale de 10,9 km, prend sa source dans la commune de Félines-Termenès et s'écoule vers le sud-est. Il traverse la commune et se jette dans l'Argent-Double à Azille, après avoir traversé 6 communes.

### Climat
Pour des articles plus généraux, voir Climat de l'Occitanie et Climat de l'Aude.
En 2010, le climat de la commune est de type climat méditerranéen franc, selon une étude s'appuyant sur une série de données couvrant la période 1971-2000. En 2020, Météo-France publie une typologie des climats de la France métropolitaine dans laquelle la commune est dans une zone de transition entre le climat océanique altéré et le climat méditerranéen et est dans la région climatique Provence, Languedoc-Roussillon, caractérisée par une pluviométrie faible en été, un très bon ensoleillement (2 600 h/an), un été chaud (21,5 °C), un air très sec en été, sec en toutes saisons, des vents forts (fréquence de 40 à 50 % de vents > 5 m/s) et peu de brouillards.
Pour la période 1971-2000, la température annuelle moyenne est de 14,2 °C, avec  une amplitude thermique annuelle de 16 °C. Le cumul annuel moyen de précipitations est de 642 mm, avec 7,9 jours de précipitations en janvier et 3,7 jours en juillet. Pour la période 1991-2020 la température moyenne annuelle observée sur la station météorologique la plus proche, située sur la commune de Carcassonne à 10 km à vol d'oiseau, est de 14,4 °C et le cumul annuel moyen de précipitations est de 665,0 mm,. Pour l'avenir, les paramètres climatiques de la commune estimés pour 2050 selon différents scénarios d’émission de gaz à effet de serre sont consultables sur un site dédié publié par Météo-France en novembre 2022.

### Milieux naturels et biodiversité

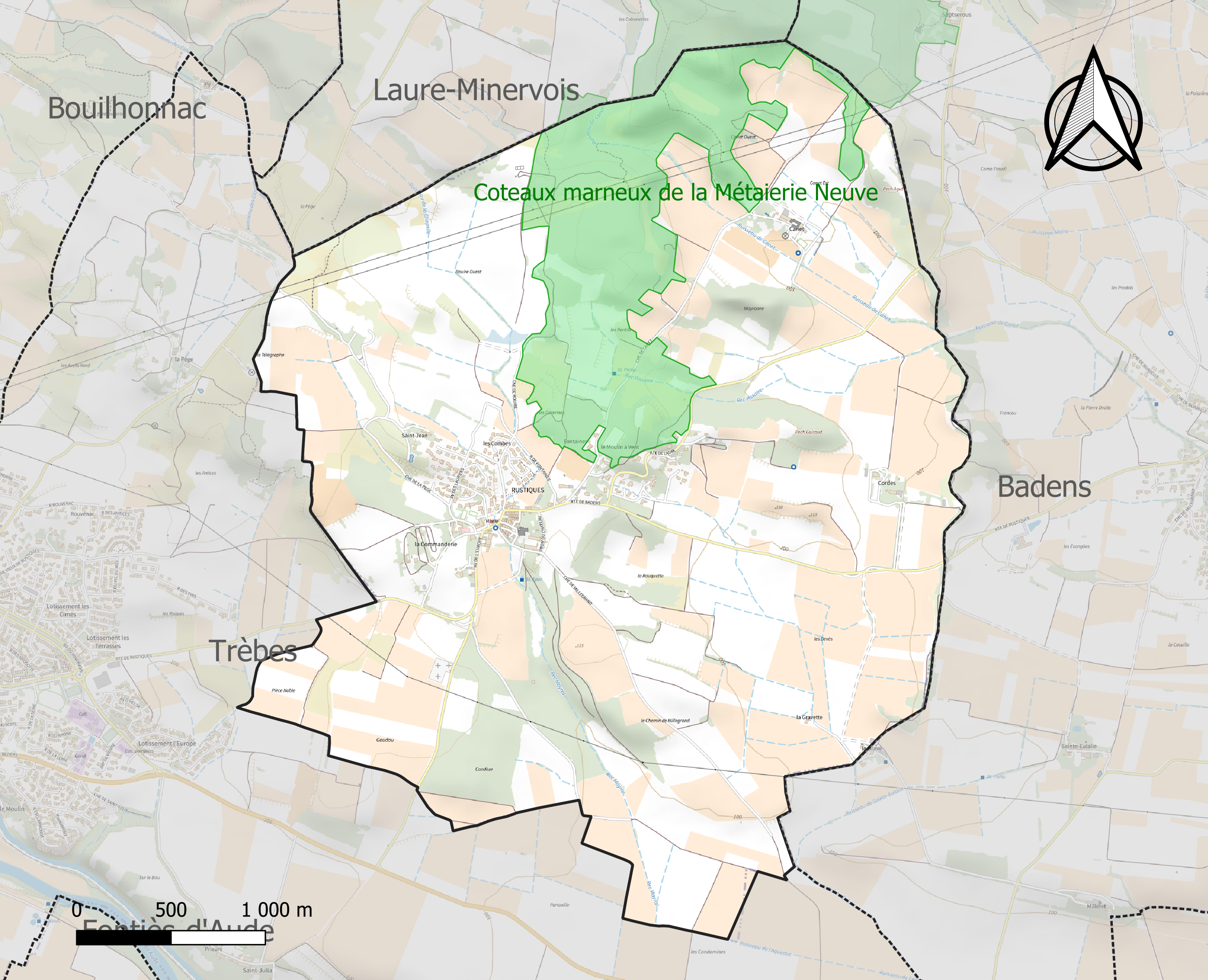
Carte de la ZNIEFF de type 1 localisée sur la commune.

L’inventaire des zones naturelles d'intérêt écologique, faunistique et floristique (ZNIEFF) a pour objectif de réaliser une couverture des zones les plus intéressantes sur le plan écologique, essentiellement dans la perspective d’améliorer la connaissance du patrimoine naturel national et de fournir aux différents décideurs un outil d’aide à la prise en compte de l’environnement dans l’aménagement du territoire.
Une ZNIEFF de type 1 est recensée sur la commune :
les « coteaux marneux de la Métaierie Neuve » (273 ha), couvrant 3 communes du département.

## Urbanisme

### Typologie
Au 1er janvier 2024, Rustiques est catégorisée commune rurale à habitat dispersé, selon la nouvelle grille communale de densité à 7 niveaux définie par l'Insee en 2022.
Elle est située hors unité urbaine. Par ailleurs la commune fait partie de l'aire d'attraction de Carcassonne, dont elle est une commune de la couronne,. Cette aire, qui regroupe 115 communes, est catégorisée dans les aires de 50 000 à moins de 200 000 habitants,.

### Occupation des sols
L'occupation des sols de la commune, telle qu'elle ressort de la base de données européenne d’occupation biophysique des sols Corine Land Cover (CLC), est marquée par l'importance des territoires agricoles (80,5 % en 2018), une proportion identique à celle de 1990 (80,5 %). La répartition détaillée en 2018 est la suivante : 
cultures permanentes (68,7 %), forêts (17,3 %), zones agricoles hétérogènes (11,8 %), milieux à végétation arbustive et/ou herbacée (2,1 %). L'évolution de l’occupation des sols de la commune et de ses infrastructures peut être observée sur les différentes représentations cartographiques du territoire : la carte de Cassini (XVIIIe siècle), la carte d'état-major (1820-1866) et les cartes ou photos aériennes de l'IGN pour la période actuelle (1950 à aujourd'hui).

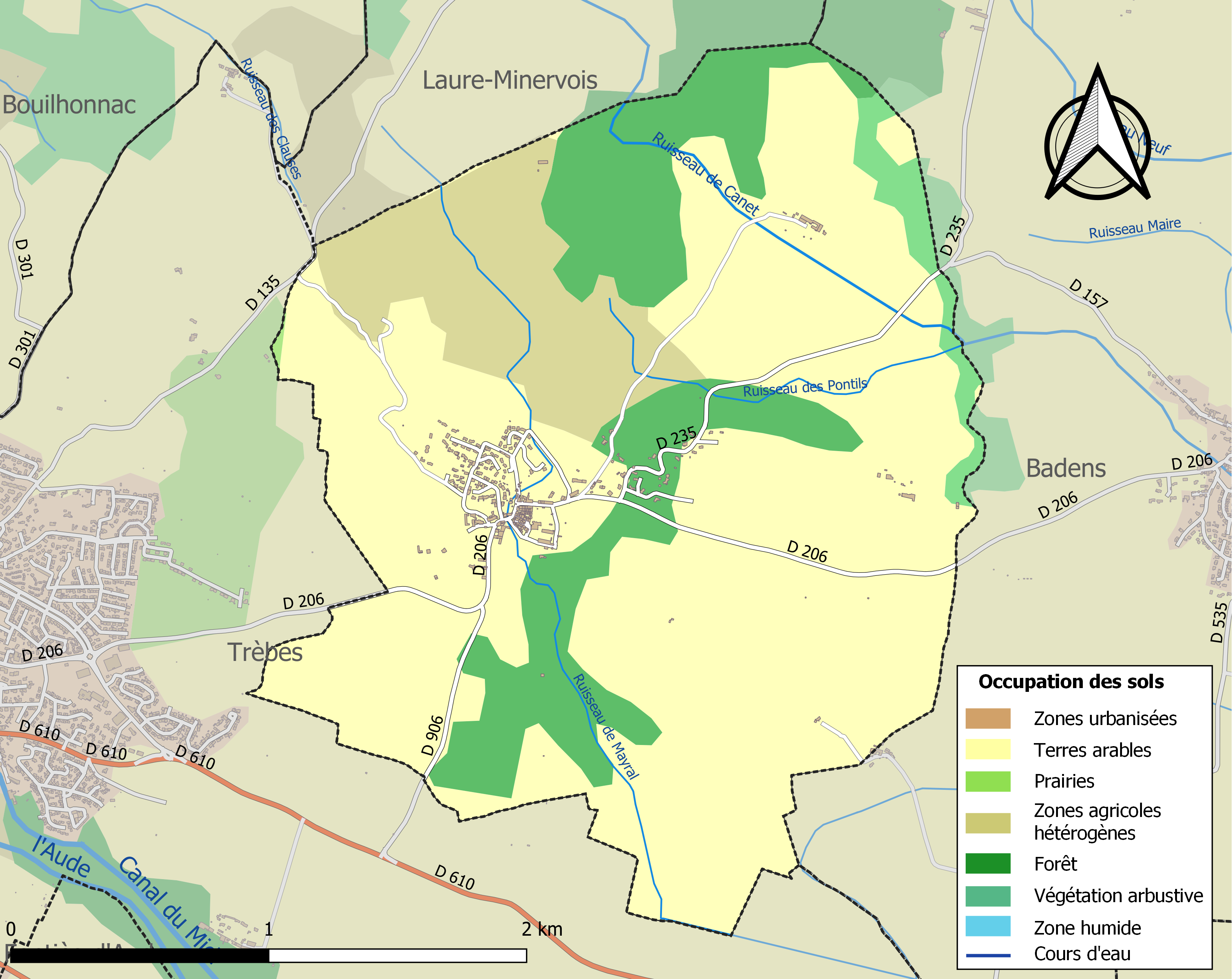
Carte des infrastructures et de l'occupation des sols de la commune en 2018 (CLC).

### Risques majeurs
Le territoire de la commune de Rustiques est vulnérable à différents aléas naturels : météorologiques (tempête, orage, neige, grand froid, canicule ou sécheresse), feux de forêts et séisme (sismicité faible). Un site publié par le BRGM permet d'évaluer simplement et rapidement les risques d'un bien localisé soit par son adresse soit par le numéro de sa parcelle.

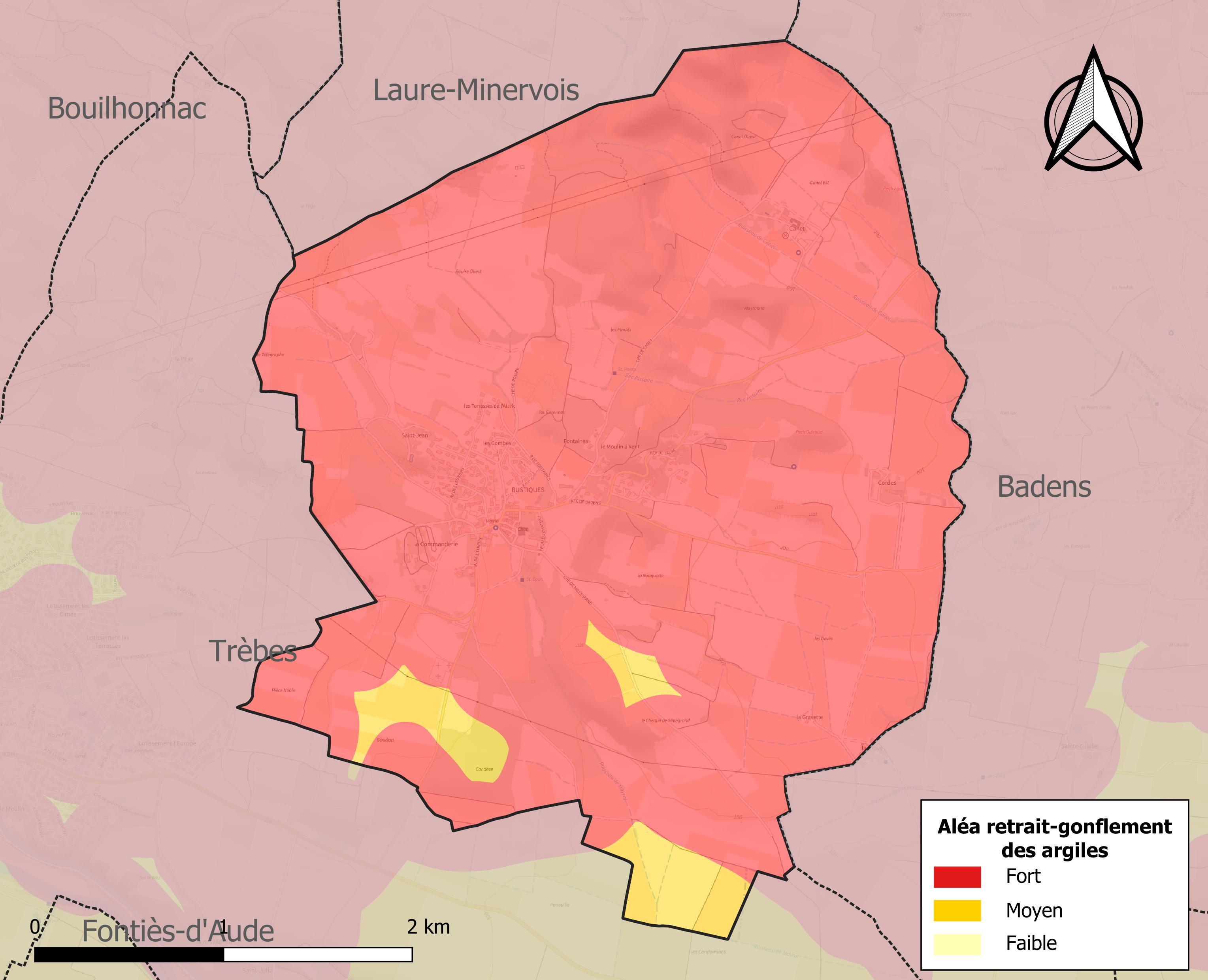
Carte des zones d'aléa retrait-gonflement des sols argileux de Rustiques.

Le retrait-gonflement des sols argileux est susceptible d'engendrer des dommages importants aux bâtiments en cas d’alternance de périodes de sécheresse et de pluie. La totalité de la commune est en aléa moyen ou fort (75,2 % au niveau départemental et 48,5 % au niveau national). Sur les 219 bâtiments dénombrés sur la commune en 2019, 219 sont en aléa moyen ou fort, soit 100 %, à comparer aux 94 % au niveau départemental et 54 % au niveau national. Une cartographie de l'exposition du territoire national au retrait gonflement des sols argileux est disponible sur le site du BRGM,.

## Histoire
Grâce aux nombreuses recherches du passionné Jean Nicloux on connaît une partie importante de l'histoire du village.
- Attestation de la présence humaine dès le Néolithique avec la découverte de deux abris de chasseurs et de matériel  varié (pointe de flèche, haches polies).
- À partir du Ier siècle av. J.-C., arrivée des Volques-Tectosages qui se sédentarisent et s'installent sur la rive droite du ruisseau de la  Chapelle, ils vivent d'agriculture.
- La conquête romaine, dès 118 av. J.-C. va romaniser le site avec l'implantation de vétérans : c'est la formation de « villae rustica » ensemble agricole avec maison. On recense les traces de neuf sites avec de nombreux témoignages de cette occupation : pierres, tegulae (tuile plate), imbrices (tuile1/2 ronde), poteries, clous...
- Entre le Ve et le VIIIe siècle, le climat d'insécurité provoqué par les invasions barbares (Wisigoths, Sarrasins, Francs) pousse la population à se regrouper et à choisir un site en hauteur pour pouvoir surveiller les éventuels assaillants. C'est la naissance du Castellum ou Castrum avec la construction d'une tour, de la maison du seigneur et autour les habitations, le tout ceint d'une enceinte percée de deux portes et de meurtrières. Certaines pierres des villae vont servir pour la construction de ce nouveau site qui est sous la férule d'un seigneur.
Dès 1063, un acte atteste la présence d'un tel castellum à Rustiques. Il est à noter que le château est encore habité bien qu’ayant subi des modifications au cours des siècles.
- La croisade des Albigeois, si dévastatrice dans notre région, n'a pas eu d'impact notoire sur le village si ce qu'en 1209 Simon de Montfort désigne la famille de Bruyère responsable du fief de Rustiques. Il est probable que cette famille venait du Nord de la France et a bénéficié de ce legs pour avoir participé à la reconquête des terres des Albigeois (pratique habituelle de Simon de Montfort). De nos jours, les descendants sont toujours présents et occupent le château.
- En 1629, le village eut à souffrir de l'épidémie de peste comme en témoigne la découverte d'un charnier face à l'église.
- La Révolution de 1789 n'a pas affecté la communauté, comme l'atteste un document qui précise que la châtelaine Marie Christine de Lasset, ses enfants et son père ne furent pas inquiétés, au contraire les paysans les défendirent contre des révolutionnaires venus de Carcassonne.
Jusqu'au XIXe siècle, la vie se continue rythmée par l'agriculture mais les habitants restent à l'abri des remparts gages de sécurité contre l'insécurité ambiante. Le pouvoir politique autorise même la création d'une milice bourgeoise pour se garantir des brigands.
Vers la fin du XIXe siècle, on assiste à une ouverture du village vers l'extérieur car la viticulture a pris une grande place et il faut écouler les récoltes. Des constructions se créent en dehors des remparts en particulier l'école, la tour de l'horloge, la mairie, le presbytère, des maisons particulières, des chais.
Au cours de la Deuxième Guerre mondiale, malgré l'occupation allemande, en septembre 1944, 550 engagés volontaires (résistants, corps francs, FFI et maquisards) venus pour une bonne partie du  Minervois se rassemblent dans les châteaux de Septsérous, Canet  et Rustiques (centre d'enregistrement) et forment la seule unité française de volontaires : le Bataillon Minervois sous l'autorité du commandant Henri Bousquet et du capitaine René Piquemal. Ce bataillon va s'illustrer lors de la libération de Colmar, de Mulhouse puis de la prise de Rastat. Il contribue à l'ouverture de la route pour les chars de la 2° DB du général Leclerc en route vers Berlin.

### Les Templiers et les Hospitaliers
En 1180, construction, à l'ouest des fortifications, d'une église dédiée à saint Martin et d'une commanderie dirigée, dans un premier temps, par les Templiers puis par les Hospitaliers de l'ordre de Saint-Jean de Jérusalem dépendant dans un premier temps de commanderie d'Homps puis de celle de Grezan (Hérault). Cet édifice avait pour but de soigner les malades et en particulier les lépreux.
Sur le mur extérieur sud de l'église on trouve deux enfeus (niches funéraires) qui servirent de sépulture aux commandeurs qui dirigeaient l'établissement (cas unique en France).

### Étymologie
Vient du latin Rusticus (rustique, rural) probablement le nom d'un domaine romain « villae rustica » Ce nom évolue au cours des âges : en 908 on le trouve transformé en Rustuvilla, en  1063 il devient Rusticas, il change encore en 1207 pour devenir Rusticanum. À l'époque moderne il prend la forme définitive Rustiques.
| Rustiques | Son blasonnement est : D'argent à la lettre R capitale d'azur. |

## Démographie
L'évolution du nombre d'habitants est connue à travers les recensements de la population effectués dans la commune depuis 1793. Pour les communes de moins de 10 000 habitants, une enquête de recensement portant sur toute la population est réalisée tous les cinq ans, les populations de référence des années intermédiaires étant quant à elles estimées par interpolation ou extrapolation. Pour la commune, le premier recensement exhaustif entrant dans le cadre du nouveau dispositif a été réalisé en 2006.

En 2022, la commune comptait 515 habitants, en évolution de +1,18 % par rapport à 2016 (Aude : +2,65 %, France hors Mayotte : +2,11 %).
| 1793 | 1800 | 1806 | 1821 | 1831 | 1836 | 1841 | 1846 | 1851 |
| ---- | ---- | ---- | ---- | ---- | ---- | ---- | ---- | ---- |
| 150  | 263  | 195  | 181  | 222  | 227  | 241  | 209  | 210  |

| 1856 | 1861 | 1866 | 1872 | 1876 | 1881 | 1886 | 1891 | 1896 |
| ---- | ---- | ---- | ---- | ---- | ---- | ---- | ---- | ---- |
| 200  | 202  | 213  | 204  | 240  | 313  | 280  | 264  | 281  |

| 1901 | 1906 | 1911 | 1921 | 1926 | 1931 | 1936 | 1946 | 1954 |
| ---- | ---- | ---- | ---- | ---- | ---- | ---- | ---- | ---- |
| 276  | 301  | 274  | 321  | 294  | 357  | 310  | 269  | 256  |

| 1962 | 1968 | 1975 | 1982 | 1990 | 1999 | 2006 | 2011 | 2016 |
| ---- | ---- | ---- | ---- | ---- | ---- | ---- | ---- | ---- |
| 243  | 229  | 214  | 231  | 301  | 305  | 418  | 486  | 509  |

| 2021 | 2022 | - | - | - | - | - | - | - |
| ---- | ---- | - | - | - | - | - | - | - |
| 512  | 515  | - | - | - | - | - | - | - |

Après la Révolution Française, le village s’ouvre et développe sa population. Au XXe siècle les variations de population sont tributaires des crises viticoles et des guerres mondiales. L’apport de travailleurs étrangers, souvent venus d’Italie et d’Espagne, a été important.
En 30 ans, Rustiques a plus que doublé sa population, passant de 230 à 500 habitants.
Avec la construction de 8 petits lotissements de petite taille (le plus grand est de 19 lots), le village viticole de 1975 avec ses 214 habitants - où 80 % de la population travaillait au village (le plus souvent dans l’agriculture) - s’est transformé.
Cet habitat résidentiel se trouve au nord du village et ne se voit pas en traversant le village : le centre historique a été préservé, ainsi que les vues aux deux entrées, ce qui contribue à conserver l’identité villageoise et agricole du village.

## Économie

### Revenus
En 2018  (données Insee publiées en septembre 2021), la commune compte 187 ménages fiscaux, regroupant 451 personnes. La médiane du revenu disponible par unité de consommation est de 20 350 € (19 240 € dans le département).

### Emploi
| Division       | 2008   | 2013   | 2018   |
| -------------- | ------ | ------ | ------ |
| Commune        | 9,6 %  | 8,8 %  | 9,3 %  |
| Département    | 10,2 % | 12,8 % | 12,6 % |
| France entière | 8,3 %  | 10 %   | 10 %   |

En 2018, la population âgée de 15 à 64 ans s'élève à 340 personnes, parmi lesquelles on compte 74,3 % d'actifs (65 % ayant un emploi et 9,3 % de chômeurs) et 25,7 % d'inactifs,. En  2018, le taux de chômage communal (au sens du recensement) des 15-64 ans est inférieur à celui de la France et du département, alors qu'en 2008 il était supérieur à celui de la France.
La commune fait partie de la couronne de l'aire d'attraction de Carcassonne, du fait qu'au moins 15 % des actifs travaillent dans le pôle,. Elle compte 92 emplois en 2018, contre 55 en 2013 et 52 en 2008. Le nombre d'actifs ayant un emploi résidant dans la commune est de 223, soit un indicateur de concentration d'emploi de 41,4 % et un taux d'activité parmi les 15 ans ou plus de 61,2 %.
Sur ces 223 actifs de 15 ans ou plus ayant un emploi, 46 travaillent dans la commune, soit 21 % des habitants. Pour se rendre au travail, 85,7 % des habitants utilisent un véhicule personnel ou de fonction à quatre roues, 1,8 % les transports en commun, 8,6 % s'y rendent en deux-roues, à vélo ou à pied et 4,1 % n'ont pas besoin de transport (travail au domicile).

### Activités hors agriculture
25 établissements sont implantés  à Rustiques au 31 décembre 2019. Le tableau ci-dessous en détaille le nombre par secteur d'activité et compare les ratios avec ceux du département,.
Le secteur du commerce de gros et de détail, des transports, de l'hébergement et de la restauration est prépondérant sur la commune puisqu'il représente 36 % du nombre total d'établissements de la commune (9 sur les 25 entreprises implantées  à Rustiques), contre 32,3 % au niveau départemental.

### Agriculture
|               | 1988 | 2000 | 2010 | 2020 |
| ------------- | ---- | ---- | ---- | ---- |
| Exploitations | 17   | 10   | 8    | 7    |
| SAU (ha)      | 461  | 419  | nd   | 256  |

La commune est dans la « Région viticole » de l'Aude, une petite région agricole occupant une grande partie centrale du département, également dénommée localement « Corbeilles Minervois et Carcasses-Limouxin ». En 2020, l'orientation technico-économique de l'agriculture  sur la commune est la viticulture. Sept exploitations agricoles ayant leur siège dans la commune sont dénombrées lors du recensement agricole de 2020 (17 en 1988). La superficie agricole utilisée est de 256 ha,,.

## Culture locale et patrimoine

### Lieux et monuments
- Église Saint-Martin de Rustiques. L'édifice est référencé dans la base Mérimée et à l'Inventaire général Région Occitanie[28].

### Culture

#### Musée de Rustiques
Inauguré en 2001, le musée de Rustiques porte le nom de son fondateur Jean Nicloux.
Il rassemble tous les vestiges archéologiques trouvés sur le territoire par Jean Nicloux sur 9 sites gallo-romains, chaque vitrine étant consacrée à un site. Ils témoignent de l'ancienneté de l'occupation du terroir de Rustiques : poterie sigillée provenant de villas gallo-romaines, éléments d'amphores, enduits peints, monnaies et bijoux, éléments de pavage et de construction, intaille, etc.
Le musée de Rustiques est la mémoire du village, avec des documents sur l’église, la Commanderie, le Tombeau des Commandeurs, le Château et sur l'évolution du village au cours des siècles.
600 visiteurs ont visité le musée en 2014, autant en 2015.
Une partie est consacrée au Bataillon Minervois.
Au musée Jean Nicloux, la vitrine du Bataillon Minervois a été inaugurée en 2015, mettant en valeur l'épopée de ces « Engagés Volontaires ». Elle rassemble des textes, des photos, des objets offerts par les membres, les enfants et les sympathisants de ce Bataillon.
Un circuit balisé permet aux visiteurs de découvrir l'histoire du village. Des visites sont organisées, à la demande, par un guide en diverses langues.
Hébergement
Camping La Commanderie sur un terrain arboré avec piscine et restauration.
Chambres d'hôtes au château de Canet et dans le village.

### Héraldique
| Blason de Rustiques | Blason  | D'argent à la lettre R capitale d'azur.          |
| Blason de Rustiques | Détails | Le statut officiel du blason reste à déterminer. |

## Pour approfondir